# Jan Ornoch
Jan Ornoch (né le 30 mai 1952 à Kuzawka) est un athlète polonais, spécialiste de marche.

Il remporte la médaille de bronze lors des Championnats d'Europe 1978 à Prague sur 50 km marche. 